# Efectul Joule–Thomson
Efectul Joule-Thompson constă în variația temperaturii unui gaz real la scăderea adiabatică a presiunii prin traversarea unui orificiu îngust sau a unui perete poros.
Când coeficientul de dilatare al gazului real e mai mare decât al gazelor perfecte, are loc scăderea temperaturii gazului; în caz contrar se produce o creștere a temperaturii gazului.
Explicația constă în faptul că, dacă în cazul gazului ideal energia internă depinde numai de temperatura acestuia, la gazul real se ține seama și de forțele de interacție dintre molecule, astfel încât energia internă a gazului real este formată din suma energiilor cinetice ale particulelor și a energiilor potențiale de interacție.
Acest efect este utilizat în tehnică pentru obținerea temperaturilor foarte joase și pentru lichefierea gazelor prin procedeul Linde.

## Formule de calcul

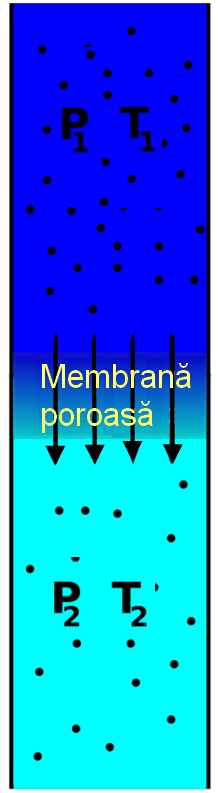

Pentru punerea în evidență a acestui efect se utilizează un tub de sticlă izolat adiabatic și prevăzut în interior cu un dop poros ce permite ieșirea gazului.
Curgerea gazului se realizează aplicând presiuni diferite la extremitățile tubului: {\displaystyle p_{1}>p_{2}.} Dacă o anumită cantitate de gaz ocupă volumul {\displaystyle V_{1}} înainte de traversarea dopului, după traversare va ocupa volumul {\displaystyle V_{2}>V_{1},} adică gazul se va destinde.
Lucrul mecanic primit de gazul respectiv este:
{\displaystyle L=-\int _{V_{1}}^{0}p_{1}d\!{\mathit {V}}-\int _{0}^{V_{2}}p_{2}d\!{\mathit {V}}.}
Datorită învelișului adiabatic, gazul nu schimbă căldură cu exteriorul, deci variația energiei interne a acestuia este egală cu lucrul mecanic primit de gaz:
{\displaystyle U_{2}-U_{1}=p_{1}V_{1}-p_{2}V_{2}\;\Rightarrow \;U_{1}+p_{1}V_{1}=U_{2}+p_{2}V_{2}\;\Leftrightarrow \;H_{1}=H_{2},}
adică în decursul procesului Joule=Thompson entalpia gazului nu variază.